# Liên Sơn, Kim Bảng
Liên Sơn là một xã thuộc thị xã Kim Bảng, tỉnh Hà Nam, Việt Nam.

## Địa lý
Xã Liên Sơn có diện tích 20,38 km², dân số năm 2023 là 3.960 người, mật độ dân số đạt 194 người/km².

## Lịch sử
Ngày 14 tháng 11 năm 2024, Ủy ban Thường vụ Quốc hội ban hành Nghị quyết số 1288/NQ-UBTVQH15 về việc sắp xếp đơn vị hành chính cấp huyện, cấp xã của tỉnh Hà Nam giai đoạn 2023 – 2025 (nghị quyết có hiệu lực từ ngày 1 tháng 1 năm 2025). Theo đó, thành lập thị xã Kim Bảng thuộc tỉnh Hà Nam. Xã Liên Sơn trực thuộc thị xã Kim Bảng.